# Sistema de clasificación de Kendo

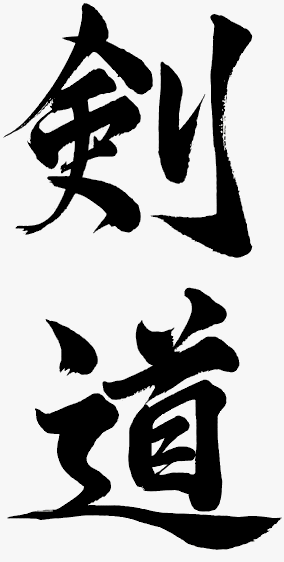
Kendo

El sistema de clasificación de grados y rangos en Kendo se refiere al sistema general de grados y rangos en Kendo, y se refiere principalmente a los sistemas establecidos por la Federación de Kendō de Japón y la Federación Internacional de Kendō.
Durante el período Edo, en las diversas escuelas de kenjutsu (arte de la espada) se otorgaban los títulos como 目録 (Mokuroku), 免許 (Menkyo), 格付け(Kakudzuke) a los discípulos por parte de sus maestros.
Sin embargo, después de la Restauración Meiji, cuando se estableció la Policía Metropolitana de Tokio y se llevó a cabo una práctica organizada de artes marciales, los títulos de las diferentes escuelas ya no sirvieron como un punto de referencia comparativo, y fue necesario establecer una clasificación común basada en criterios uniformes.

## Historia
La historia del sistema de títulos y grados en kendo se remonta a la era Meiji y ha desempeñado un papel importante en la difusión y desarrollo del kendo tanto antes como después de la Segunda Guerra Mundial. La Federación Japonesa de Kendo (ZNKR) tiene la intención de seguir valorando y utilizando este sistema en beneficio del estímulo y desarrollo del kendo.
Después de atravesar un período de confusión causado por la Segunda Guerra Mundial, el kendo se restableció y la ZNKR ha mantenido y gestionado el sistema de títulos y grados heredado del período anterior a la guerra de manera uniforme en todo el país. Además, ha realizado revisiones necesarias y lo ha adaptado a los cambios en las circunstancias posteriores a la guerra hasta el día de hoy. Sin embargo, durante este período de adaptación, hubo algunas áreas en las que no se pudo lograr una respuesta completa. Ahora, al acercarse al 50 aniversario de la fundación de la ZNKR, se requiere establecer una comprensión clara de los objetivos y características fundamentales, y llevar a cabo su implementación de manera adecuada y racional.
Por lo tanto, en esta ocasión, se llevará a cabo una revisión general del sistema de títulos y grados existente hasta ahora, con el objetivo de establecer un sistema estable y deseable, que promueva y desarrolle el kendo a largo plazo y profundice la comprensión de la sociedad. Esto se busca lograr mediante un funcionamiento adecuado y una implementación justa del sistema.

## Durante el período Meiji
La Policía Metropolitana de Tokio adoptó el sistema de rangos, y durante el período Taishō, la Dai Nippon Butoku Kai adoptó el sistema de grados basado en el modelo del Judo del Kodokan, y ambos sistemas fueron integrados en el sistema de grados y rangos. Después de la disolución de la Dai Nippon Butoku Kai, la Federación de Kendo de Japón heredó el sistema. Ha experimentado cambios a lo largo de los años, en relación con las condiciones sociales de cada época y su relación con el sistema de grados del Judo.
Los rangos se ascienden de los números más altos a los más bajos, mientras que los grados se ascienden de los números más bajos a los más altos. A medida que los grados aumentan, la tasa de aprobación disminuye. Además de los grados, existen títulos como "renshi", "kyoshi" y "hanshi", que representan la habilidad de liderazgo, la personalidad, etc., y se otorgan a los practicantes de alto nivel.
El "Gekken Kōgyō" fue un espectáculo de esgrima organizado por el espadachín Sakakibara Kenkichi y otros en el año Meiji 6 (1873). Siguiendo el modelo de los torneos de sumo, se estableció una clasificación similar a los rangos de "Ōzeki", "Sekiwake", "Komusubi" y "Maegashira". Aunque era diferente al sistema de grados y rangos, se trataba de una jerarquía de espadachines dentro de la organización. En el año Meiji 12 (1879), cuando se creó el Departamento de Esgrima de la Policía Metropolitana de Tokio, los esgrimistas del "Gekken Kōgyō" fueron reclutados por la policía.

## Reglamentos de cada organización de supervisión

### Federación de Kendo de Japón

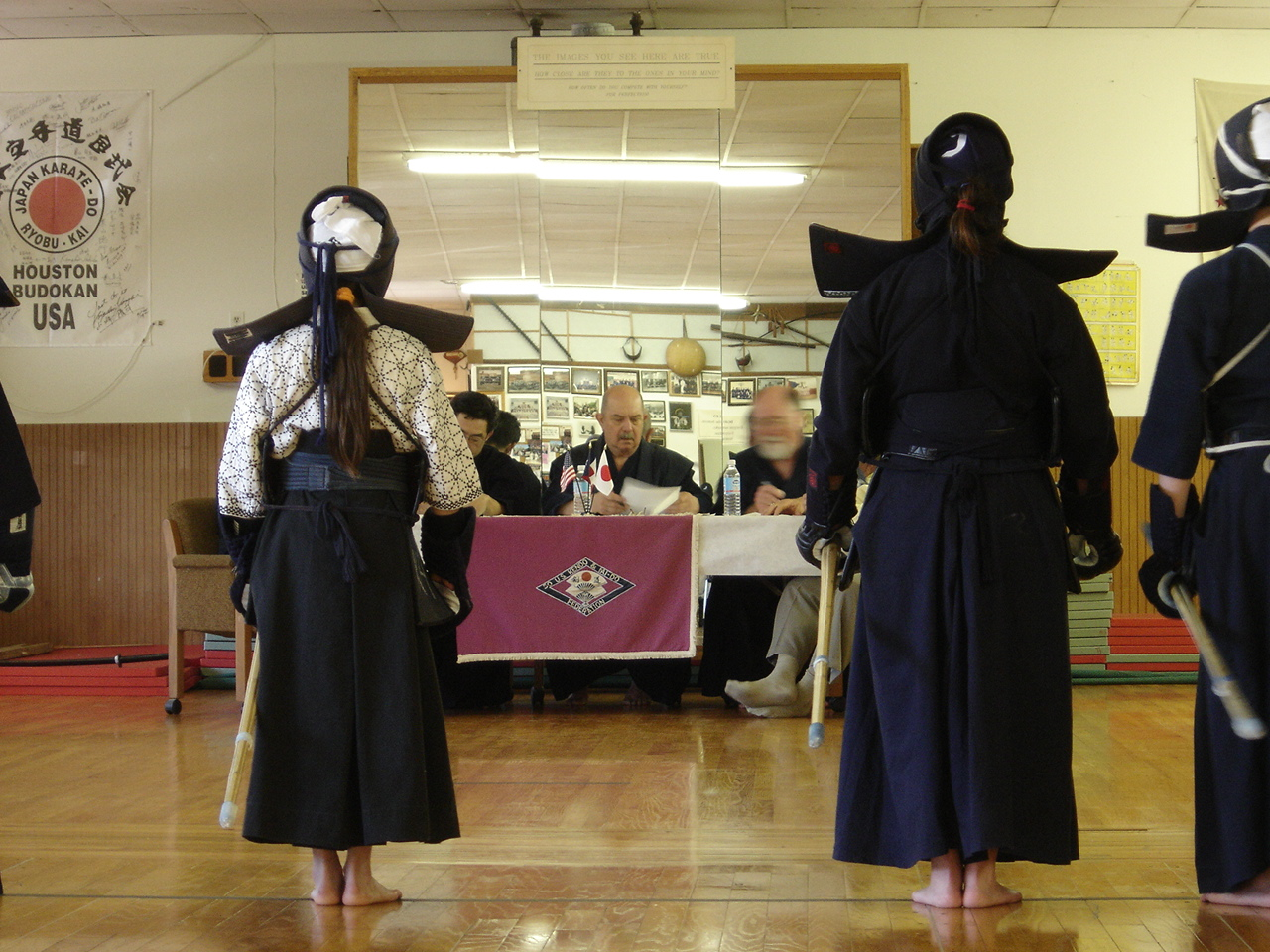
Exámenes de kendo

En cuanto a los requisitos de elegibilidad para la adopción de clasificaciones de artes marciales, como policías, agentes de seguridad marítima, funcionarios penitenciarios y guardias del Palacio Imperial, se establece que "los grados de Judo se limitan a los otorgados por el Kodokan, y los grados de Kendo se limitan a los otorgados por la Federación de Kendo de Japón". Estos grados son los más ampliamente reconocidos y se consideran una autoridad socialmente reconocida.
Hasta el año 2021 (Reiwa 3), existen clasificaciones de grados (hasta el décimo grado en algunas regiones), desde el Rokkyū (6º kyū) hasta el Ikkyū (1º kyū), así como rangos desde Shodan (1º dan) hasta Hachidan (8º dan), y los títulos de Renshi, Kyoshi y Hanshi. Se otorgan a través de exámenes prácticos de habilidades técnicas de Kendo (práctica con shinai y demostración de formas de Kendo de Japón) y exámenes teóricos.
Las clasificaciones de grados son evaluadas por las asociaciones de Kendo de las ciudades y pueblos, desde Shodan hasta Godan (5º dan) son evaluadas por las asociaciones de prefecturas, y desde Rokudan (6º dan) en adelante son evaluadas por la Federación de Kendo de Japón. En el caso de los exámenes de Sandan (3º dan) y Yondan (4º dan), a veces se llevan a cabo de manera independiente en departamentos especializados de Kendo de escuelas secundarias y en asociaciones universitarias (tienen una tendencia a tener tasas de aprobación más altas que las pruebas generales). El número de exámenes realizados durante el año varía según el grado, aproximadamente 8 veces para Rokudan (6º dan) (incluyendo una vez para extranjeros), aproximadamente 6 veces para Nanadan (7º dan), y aproximadamente 4 veces para Hachidan (8º dan). Se llevan a cabo en ciudades principales como Tokio y Kioto.
Cuando se obtiene un grado, se le asigna un "número de la Federación de Kendo", que es un número de serie y se registra en una base de datos. Los aprobados en sexto dan o superior tienen sus nombres publicados en las revistas de la Federación de Kendo y en importantes revistas de Kendo. Según la Federación de Kendo, basándose en esos datos, hasta el año 2008, el número de personas con grado en todo el país era de 1,48 millones, de los cuales 290,000 eran practicantes activos.

## Esquema general de las medidas de revisión
1. Clarificar la naturaleza de los títulos y grados. En relación con la cuestión que siempre ha planteado problemas, se establecerá una distinción clara entre los títulos y los grados, definiendo claramente su naturaleza respectiva. Los grados representarán "la competencia técnica en kendo (que incluye aspectos espirituales)", mientras que los títulos indicarán "el nivel de perfección como practicante de kendo, que incluye habilidades de liderazgo y conocimiento". Estos se otorgarán mediante evaluaciones. En este sentido, se hará un esfuerzo por aclarar las condiciones y criterios que deben cumplirse para cada uno.[3]
2. Mejorar y perfeccionar la implementación de las evaluaciones. Siguiendo las condiciones y criterios mencionados anteriormente, se llevarán a cabo mejoras y racionalizaciones en los métodos de evaluación. En particular, se establecerá un sistema de selección de examinadores y se buscará mejorar la calidad de los mismos en general.[3]
3. Promover la conexión entre las evaluaciones y la educación. Se fomentará la conexión entre la educación, los cursos de formación y las evaluaciones, con el objetivo de lograr un verdadero aumento en la habilidad y calidad. Se buscará establecer un sistema y una implementación adecuada en base a esto.[3]
4. Considerar el punto de vista de los solicitantes. Se establecerá que las evaluaciones no sean simplemente una selección de los solicitantes, sino un medio efectivo para mejorar sus habilidades. Para ello, se promoverá la divulgación de información sobre las evaluaciones, la comunicación con los solicitantes y la orientación. También se tomarán medidas preferenciales en cuanto a los requisitos de elegibilidad, como la reducción de los años de entrenamiento para talentos destacados o personas de edad avanzada.[3]
5. Período de implementación de la revisión, entre otros. Tras la aprobación de este esquema general, se llevará a cabo la revisión de los reglamentos en el presente año fiscal y se implementarán las medidas concretas y los detalles de los criterios mediante un proceso separado de deliberación y trabajo. Se establecerá un plan para comenzar la implementación a partir del año fiscal 2000, tomando las medidas de transición consideradas necesarias. En cuanto a los títulos y grados obtenidos bajo el sistema actual, se mantendrán como están.[3]

## Medidas de mejora específicas
1. Clarificar los criterios de los grados En la regulación actual, no se han establecido criterios para los grados, y se ha confiado únicamente en la experiencia de los examinadores. Para llevar a cabo evaluaciones justas y razonables, se considera necesario contar con criterios específicos. Al clarificar los criterios de los grados, se podrán realizar evaluaciones objetivas que sean comprensibles tanto para los examinadores como para los solicitantes, permitiendo una valoración imparcial de los grados. En cuanto a los grados en el extranjero, dado que se confía en la implementación de cada país respectivo, la necesidad de unificar los criterios es aún mayor.[3]
2. 9.º y 10.º dan Se establecerá que los Hanshi representen la posición tradicional más alta en el mundo del kendo. Los grados de nueve y diez dan no se mencionarán en las nuevas regulaciones.[3]
3. Mejorar los requisitos de años de entrenamiento para ascender de grado Se mantendrán en general los requisitos de años de entrenamiento actuales, pero se incluirán medidas preferenciales como la reducción de los requisitos de elegibilidad para aquellos por debajo del quinto dan para seleccionar talentos destacados, y para el sexto dan en adelante como una medida para personas de edad avanzada.[3]
4. Establecimiento de un comité de selección de examinadores La regulación actual sobre "la selección de examinadores" se aplica a los títulos y las evaluaciones de sexto dan en adelante, pero lamentablemente no ha cumplido plenamente su función. Además, dado que este sistema no se ha establecido en las respectivas federaciones de kendo de las prefecturas (organizaciones afiliadas), se incluirá en las nuevas regulaciones, estableciendo un comité de selección de examinadores tanto en la Federación Nacional de Kendo como en las organizaciones afiliadas. Esto permitirá promover una selección adecuada de examinadores y aclarar sus responsabilidades.[3]
5. Revisión de la composición de los examinadores, entre otros aspectos El número de examinadores y el método de calificación se mantendrán en su mayor parte según las regulaciones actuales. Sin embargo, se llevará a cabo una revisión en el caso de las evaluaciones para Hanshi y para el octavo dan.[3]
6. Revisión de la elegibilidad y evaluación de los títulos
  1. Evaluación de Hanshi Aunque el Hanshi es la posición más alta en el mundo del kendo, actualmente se otorga principalmente por mérito de los practicantes de octavo dan en orden jerárquico. Además, actualmente solo se requiere la recomendación del presidente de la organización afiliada. Sin embargo, en el futuro, se adoptará un método de evaluación en el que los examinadores seleccionen rigurosamente a los candidatos de una lista elaborada a nivel nacional, teniendo en cuenta la recomendación del presidente de la organización afiliada. Además, se llevará a cabo una revisión de los requisitos y condiciones.[3]
  2. Evaluación de Kyōshi y Renshi Se revisarán los requisitos y otros aspectos relacionados con los títulos de Kyōshi y Renshi, y se realizarán evaluaciones rigurosas para establecer los títulos como algo de autoridad. Además, las evaluaciones se llevarán a cabo después de realizar los exámenes y cursos apropiados, considerando la utilización de las calificaciones de los instructores de educación física en la evaluación. La Federación Nacional de Kendo será responsable de la evaluación práctica de Kyōshi, mientras que la evaluación práctica de Renshi se llevará a cabo principalmente por las organizaciones afiliadas según los criterios establecidos por la Federación Nacional de Kendo.[3]
7. Eliminación de las evaluaciones de certificación y otorgamiento Para establecer la autoridad de los títulos, se eliminarán en principio las evaluaciones de certificación basadas en los logros, y se mejorará el estado de la promoción de títulos y grados. Además, se eliminarán los otorgamientos de títulos y grados, y se fortalecerá el sistema de reconocimientos y premios en su lugar.[3]
8. Evaluación de los grados En general, se mantendrá la evaluación actual para los grados de sexto y séptimo dan. Para el octavo dan, se mejorarán los contenidos del examen práctico. En cuanto a los requisitos de forma y estudio, se realizarán cursos de certificación en una fecha posterior y se tomará una decisión final. Para los grados por debajo del quinto dan, se mantendrá el sistema actual de delegación a las organizaciones afiliadas, pero se establecerán criterios para la concesión de grados y se llevarán a cabo evaluaciones coherentes a nivel nacional.[3]
9. Desarrollo del sistema de regulaciones Se fusionarán las regulaciones existentes sobre "evaluación de títulos" y "evaluación de grados" en un solo conjunto de reglas bajo el nombre de "Reglamento de Evaluación de Títulos y Grados". Además, en el nuevo conjunto de reglas, se establecerá el propósito del sistema de evaluación de títulos y grados como "establecer los títulos y grados del kendo con el propósito de fomentar y mejorar, y llevar a cabo su evaluación". Se establecerá un grupo de trabajo separado para desarrollar los detalles de las disposiciones adicionales relacionadas con el desarrollo de las regulaciones.[3]

## Comité de Selección de Evaluadores
La Federación y sus organizaciones afiliadas
1. En adelante, "organizaciones afiliadas" establecerán respectivamente un Comité de Selección de Evaluadores (en adelante, "Comité de Selección de la Federación" o "Comité de Selección de la Organización Afiliada") que seleccionará a los evaluadores para los títulos y grados, y responderá a las consultas del presidente según se establece en los Artículos 13 y 19.
2. El Comité de Selección de la Federación estará compuesto por el presidente de la Federación Nacional de Kendo, dos directores designados por el presidente, tres Hanshi y dos expertos con conocimientos y experiencia.
3. El mandato de los miembros del Comité de Selección de la Federación será de dos años y no se les impedirá ser reelegidos.
4. Se aplicará el Artículo 27 de la Ley de Donaciones a la Federación Nacional de Kendo en cuanto a la operación del Comité de Selección de la Federación.
5. El presidente de la Federación Nacional de Kendo convocará y presidirá el Comité de Selección de la Federación según sea necesario.
6. El Comité de Selección de la Organización Afiliada estará compuesto por cinco miembros designados por el presidente de la organización afiliada, de acuerdo con la disposición del párrafo 2. Su mandato será de dos años y no se les impedirá ser reelegidos.
7. El presidente de la organización afiliada deberá informar al presidente de la Federación Nacional de Kendo los nombres de los miembros del comité.
8. Se aplicarán las disposiciones relacionadas con el Comité de Selección de la Federación en cuanto a la operación del Comité de Selección de la Organización Afiliada.

## Presidente del Comité de Evaluación
Se designará un presidente para el comité de evaluación de los grados.
1. El presidente del comité de evaluación de los grados de 6º a 8º dan será designado por el presidente de la Federación Nacional de Kendo entre los directores de la Federación.
2. El presidente del comité de evaluación de los grados de 1º a 5º dan será designado por el presidente de la organización afiliada entre los directores de la organización afiliada.
3. El presidente del comité de evaluación presidirá el comité y supervisará a los miembros involucrados en los asuntos relacionados con la evaluación.

## Selección y Nombramiento de los Evaluadores
Los evaluadores de los títulos serán designados por el presidente de la Federación Nacional de Kendo. Basándose en la selección realizada por el Comité de Selección de la Federación Nacional de Kendo. 
1. Los evaluadores de los grados de 1º a 5º dan serán designados por el presidente de la organización afiliada, basándose en la selección realizada por el Comité de Selección de la organización afiliada, y deberán informar sus nombres al presidente de la Federación Nacional de Kendo.
2. Los evaluadores de los grados de 6º a 8º dan serán designados por el presidente de la Federación Nacional de Kendo, basándose en la selección realizada por el Comité de Selección de la Federación Nacional de Kendo.
3. Los evaluadores mencionados en los tres puntos anteriores serán designados para cada evaluación.

## Criterios de Selección de los Evaluadores y Número de Evaluadores
Artículo 5: Los criterios para la selección de los evaluadores de los títulos y el número de evaluadores serán los siguientes:
| Objetivo del examen | Criteria de selección              | Número de jueces | Número de jueces |
| ------------------- | ---------------------------------- | ---------------- | ---------------- |
| Renshi              | Hanshi o Kyoshi menores de 71 años | 6 personas       | 6 personas       |
| Kyoshi              | Hanshi menor de 71 años            | 4 personas       | 6 personas       |
| Kyoshi              | Experto académico                  | 2 personas       | 6 personas       |
| Hanshi              | Hanshi                             | 7 personas       | 10 personas      |
| Hanshi              | Experto académico                  | 3 personas       | 10 personas      |

Los criterios para seleccionar jueces para cada dan y el número de jueces son los siguientes.
| Objetivo del examen | Criteria de selección                       | Tema de examen                    | Número de jueces |
| ------------------- | ------------------------------------------- | --------------------------------- | ---------------- |
| 1.º o 3.º dan       | Renshi 6º dan o superior                    | Habilidad práctica/Kata/Académico | 5 personas       |
| 4.º y 5.º dan       | Kyoshi 7º dan o superior                    | Habilidad práctica/Kata/Académico | 6 personas       |
| Rokudan y Nanadan   | Hanshi o Kyoshi 8º Dan y menores de 71 años | Habilidad práctica                | 6 personas       |
| Rokudan y Nanadan   | Hanshi                                      | Forma                             | 3 personas       |
| 8.º dan             | Hanshi menor de 76 años                     | Primera habilidad práctica        | 6 personas       |
| 8.º dan             | Hanshi menor de 76 años                     | Segunda practica                  | 9 personas       |
| 8.º dan             | Hanshi                                      | Forma                             | 3 personas       |

## Cronología

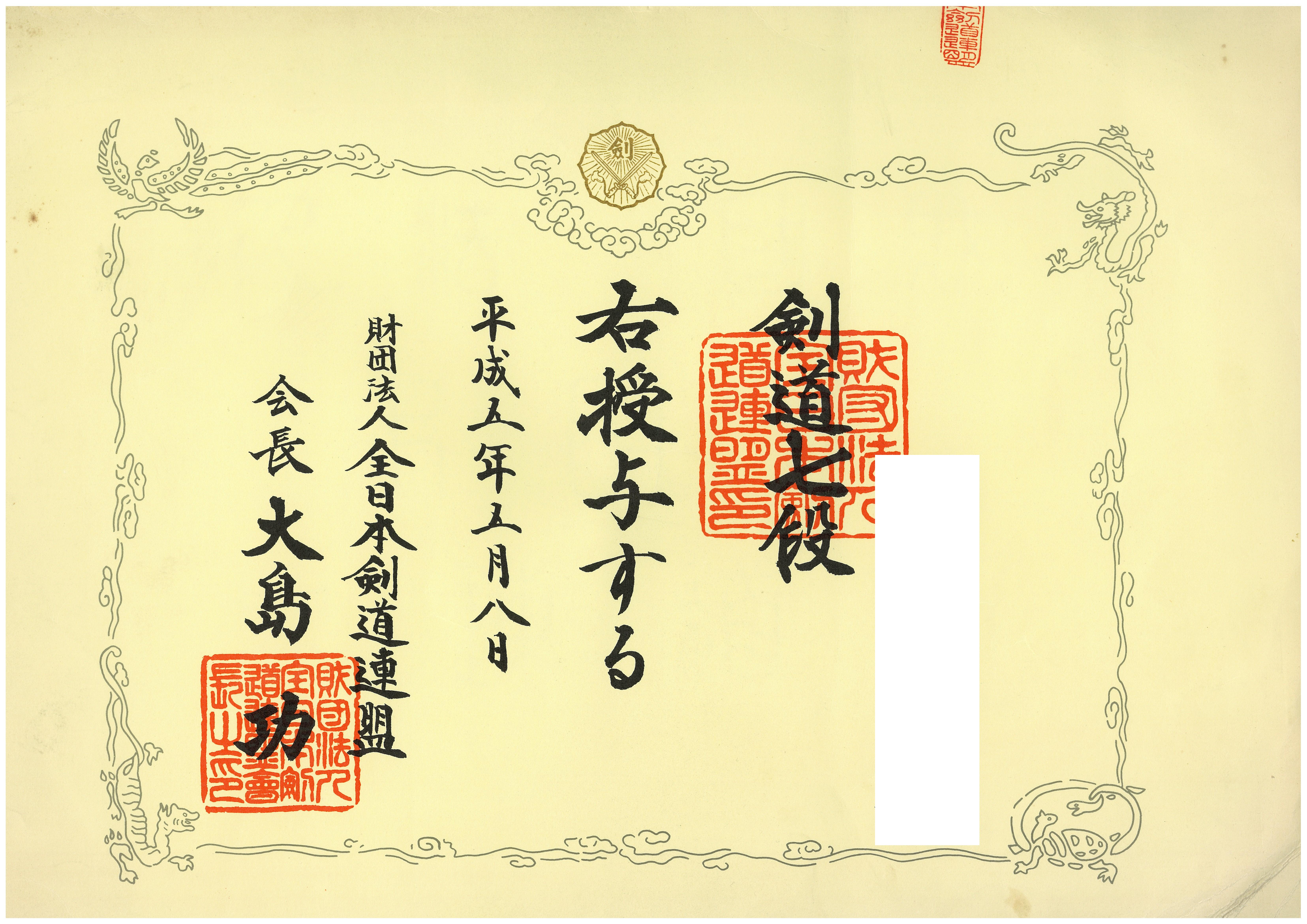
Diploma de 7º Dan en Kendo Japonés

14 de octubre de 1952: Se establece la Federación de Kendo de Japón.
Marzo de 1953: Se promulga el "Reglamento de Evaluación de Clasificaciones y Títulos" que establece los grados desde Shodan hasta Godan y adopta un sistema jerárquico con los títulos de Renshi, Kyoshi y Hanshi en niveles superiores.
Abril de 1957: Con el objetivo de mantener el equilibrio con el sistema de grados del Judo, se establecen diez grados desde Shodan hasta Jodan y se adopta un sistema con dos categorías separadas para los grados y los títulos.
1 de abril de 2000: Se implementa el "Reglamento de Evaluación de Títulos y Grados" junto con sus disposiciones detalladas. Para reafirmar que el título de Hanshi es el más alto en el mundo del Kendo, se establece que "Hanshi es la posición más alta a través de los títulos y grados", y se designa a los practicantes de Kyoshi Hachidan como Hanshi (anteriormente existía la posibilidad de que un Kyoshi Shichidan obtuviera el título de Hanshi). Además, se decide no realizar exámenes de noveno y décimo dan, y se eliminan (aunque los grados existentes siguen siendo válidos).
| Grado       | Criterios de concesión                                                                                         | Condiciones del examen                                                            | Límite de edad                                       | Tasa de aprobación                                   |
| ----------- | --- | --------------------------------------------------------------------------------- | ---------------------------------------------------- | ---------------------------------------------------- |
| 6.º Kyu     | A criterio del Sensei del Dojo                                                                                 |                                                                                   | Sin límite de edad                                   |                                                      |
| 5.º Kyu     | A criterio del Sensei del Dojo                                                                                 |                                                                                   | Sin límite de edad                                   |                                                      |
| cuarto Kyu  | A criterio del Sensei del Dojo                                                                                 |                                                                                   | Sin límite de edad                                   |                                                      |
| 3to Kyu     | A criterio del Sensei del Dojo                                                                                 |                                                                                   | Sin límite de edad                                   |                                                      |
| segundo Kyu | | 6 meses luego de aprobar el 3to kyu                                               | Sin límite de edad                                   |                                                      |
| 1er Kyu     | | 6 meses luego de aprobar el 2to kyu                                               | Escuela primaria 6.º grado o mayor                   |                                                      |
| 1.º dan     | Aquellos que han aprendido los conceptos básicos de kendo y tienen una excelente técnica.                      | Destinatario principal                                                            | Secundaria segundo grado o mayor                     | Aproximadamente 80 - 90%                             |
| 2.º dan     | Aquellos que han dominado los conceptos básicos de kendo y tienen excelentes habilidades.                      | Un año o más de estudio después de la primera etapa de aceptación.                |                                                      | Aproximadamente 60 - 70%                             |
| 3.º dan     | Una persona que ha entrenado los conceptos básicos de kendo y tiene una excelente técnica.                     | 2 años o más después de recibir el 2º dan                                         |                                                      | Aproximadamente 40 - 50%                             |
| 4.º dan     | Una persona que ha dominado los conceptos básicos y las aplicaciones del kendo y tiene excelentes habilidades. | 3 años o más después del 3.º dan de aceptación                                    |                                                      | Aproximadamente 30 - 45%                             |
| 5.º dan     | Experto en los conceptos básicos y aplicaciones de kendo.                                                      | 4 años o más después de 4.º dan de aceptación                                     |                                                      | Aproximadamente 20 - 30%                             |
| 6.º dan     | Una persona que ha dominado la esencia del kendo y tiene excelentes habilidades.                               | 5 años o más después de la aceptación de la 5ª dan                                |                                                      | Alrededor del 10%                                    |
| 7.º dan     | Una persona que domina la esencia del kendo y tiene excelentes habilidades.                                    | Después de que la aceptación del 6.º dan se haya completado durante más de 6 años |                                                      | alrededor de 8 - 10%                                 |
| 8.º dan     | Una persona que está bien versada en los secretos del kendo, ha madurado y es hábil en la técnica.             | La recepción del séptimo dan tiene más de 10 años de estudio.                     | 46+                                                  | Alrededor del 1%                                     |
| kuduano     | 2000 Examen abolido                                                                                            | 2000 Examen abolido                                                               | 2000 Examen abolido                                  | 2000 Examen abolido                                  |
| Shiduan     | Vacante desde febrero de 1974 Examen abolido en 2000                                                           | Vacante desde febrero de 1974 Examen abolido en 2000                              | Vacante desde febrero de 1974 Examen abolido en 2000 | Vacante desde febrero de 1974 Examen abolido en 2000 |

## Iaid0, Jodo
Los grados y títulos de Iaidō y Jōdō de la All Japan Kendo Federation se rigen por las reglas del Kendo.
Historia de la Policía Metropolitana de Tokio.
- En 1879: Se establece el Departamento de Esgrima y los expertos en esgrima son contratados. La mayoría de los rangos eran de policías.[6]
- En 1885: Se establecen los grados de esgrima, desde séptimo kyū hasta primer kyū. Los grados de sexto, quinto y cuarto se dividen en superior, medio e inferior, mientras que el tercer grado se divide en superior e inferior. Sin embargo, el primer kyū y los grados séptimo y sexto estaban vacantes en la práctica.
- 29 de diciembre de 1912: Mediante la Orden Instructiva Número 20, el término "esgrima" se cambia a "Kendo".[7]
- 1 de agosto de 1918: Mediante el Comunicado Policial Número 18, se establecen los fundamentos del Kendo y los métodos de entrenamiento, y se especifican los colores de las cintas de la máscara. Los grados inferiores al sexto kyū o sin grado usan cinta azul marino, el quinto kyū usa cinta amarillo claro y el cuarto kyū en adelante usa cinta púrpura.
- Abril de 1923: Se establecen las regulaciones para la evaluación de los grados de artes marciales.[8] La evaluación de los grados inferiores al quinto kyū fue determinada por el instructor de artes marciales en presencia del jefe de la estación de policía y el instructor itinerante. La evaluación del cuarto kyū fue determinada por los votos de al menos dos tercios de los instructores de artes marciales presentes, y luego se decidió a través de la selección por parte del comité de selección (jefe de asuntos policiales, jefe de la sección de asuntos policiales, inspector y instructor itinerante). La evaluación del tercer kyū se realizaba solo mediante la evaluación del comité de selección, teniendo en cuenta la habilidad, el carácter, la experiencia, el conocimiento y los logros, y luego se hacía una recomendación.
- En noviembre de 1933:  se promulga la Orden Instructiva Número 100 "Reglamento de Grados de Artes Marciales".[9] Se establecen los grados desde quinto kyū hasta primer kyū, y se especifica que el color de la cinta en la máscara es negro para los grados sin kyū, celeste para el quinto kyū y púrpura para el cuarto kyū en adelante. Se llevan a cabo evaluaciones a través de competiciones (liga con al menos 3 personas), formas y cuestionarios escritos, y son evaluadas por un comité de evaluación compuesto por 10 maestros de artes marciales designados por el jefe de asuntos policiales, jefe de la sección de asuntos policiales, jefe de la sección de bomberos, inspector y jefe de asuntos policiales. En caso de que haya al menos 3 votos en contra por parte de los miembros presentes en la evaluación de las competiciones y formas, se considera como no aprobado, y obtener menos de 60 puntos en el cuestionario escrito también se considera como no aprobado. A los aprobados se les otorga un certificado con el nombre del Jefe de la Policía Metropolitana de Tokio. Sin embargo, los grados inferiores al quinto kyū no reciben certificado.
- El 21 de diciembre de 1951: mediante la Orden Instructiva Número 46 "Reglamento de Examen de Habilidades del Departamento de Técnicas de la Policía Metropolitana de Tokio", se adopta el sistema de danes y se revisa el sistema de grados.[10] Aunque hubo opiniones a favor de mantener el sistema tradicional de grados, se consideró innecesario conservar un sistema de grados que solo era reconocido por la Policía Metropolitana de Tokio, y se buscó hacerlo más comprensible para el público, manteniendo un equilibrio con el sistema de danes del Kodokan Judo.[3]

| Grado equivalente              | Equivalente      | Color de cinta | Observaciones |
| ------------------------------ | ---------------- | -------------- | ------------- |
| Séptimo kyū                    |                  | Azul oscuro    | vacante       |
| Sexto kyū (alto, medio, bajo)  |                  | Azul oscuro    | vacante       |
| Quinto kyū (alto, medio, bajo) | Seiken           | Amarillo claro |               |
| Cuarto kyū (alto, medio, bajo) | Mokuroku         | Púrpura        |               |
| Tercer kyū (alto, bajo)        | Licencia/permiso | Púrpura        |               |
| Segundo kyū                    | Maestro/experto  | Púrpura        |               |
| Primer kyū                     |                  | Púrpura        | vacante       |

## Procedimiento de evaluación
Las evaluaciones de los grados desde primer dan hasta quinto dan se llevarán a cabo en las áreas práctica, kendo kata y teoría. Las evaluaciones de los grados desde sexto dan hasta octavo dan se llevarán a cabo en las áreas práctica y kata.
1. La evaluación teórica se realizará mediante un examen escrito.
2. La evaluación práctica para el octavo dan se llevará a cabo en dos etapas, y aquellos que pasen la primera etapa podrán presentarse a la segunda etapa.
3. Aquellos que no pasen la evaluación de kata o teoría en las evaluaciones desde primer dan hasta octavo dan tendrán la oportunidad de volver a presentarse en ese componente específico.
4. Además de lo estipulado en los cuatro párrafos anteriores, se establecerán disposiciones adicionales sobre el procedimiento y la gestión de las evaluaciones.

Sin embargo, si el presidente de la organización afiliada lo permite por razones especiales, se puede someter a un examen para ese grado en particular.  Aquellos que deseen presentarse al examen de segundo a quinto dan y hayan alcanzado la siguiente edad.
| Grado   | Edad               |
| ------- | ------------------ |
| 2.º dan | 35 años o más      |
| 3.º dan | Más de 40 años     |
| 4.º dan | Mayores de 45 años |
| 5.º dan | Más de 50 años     |

Quienes deseen presentarse a los exámenes de 1° a 5° dan y hayan completado los siguientes períodos de práctica y sean especialmente reconocidos como destacados:
| Grado   | Años de estudio                           |
| ------- | ----------------------------------------- |
| 1.º dan | Después de obtener el grado de primer kyu |
| 2.º dan | 3 meses después de tomar el 1º dan        |
| 3.º dan | 1 año después de recibir el 2º dan        |
| 4.º dan | 2 años después de recibir el 3º dan       |
| 5.º dan | 3 años después de recibir el 4º dan       |

Los títulos son una representación del nivel de excelencia como practicante de kendo, que incluye habilidades de liderazgo, conocimiento y personalidad. Por lo tanto, solo los practicantes de alto nivel tienen la elegibilidad para presentarse a los exámenes de títulos, y se requiere la recomendación del presidente de la organización afiliada. Después de obtener un título, se coloca antes del grado, por ejemplo, "Renshi Rokudan" (Renshi de sexto dan), "Kyoshi Nanadan" (Kyoshi de séptimo dan), y así sucesivamente.
| Título | Criterios de Concesión | Elegibilidad para el Examen     | Condiciones para el Examen |
| ------ | --- | ------------------------------- | --- |
| Renshi | Aquellos que dominan los principios de la espada y tienen un buen conocimiento                                                                        | Poseedores del 5º dan           | Después de obtener el 5º dan, tener más de 10 años de experiencia y tener 60 años de edad o más. Además, deben ser recomendados especialmente por el presidente de la organización afiliada después de pasar por la selección de la organización afiliada.             |
| Renshi | Aquellos que dominan los principios de la espada y tienen un buen conocimiento                                                                        | Poseedores del 6º dan           | Después de obtener el 6º dan y pasar por la selección de la organización afiliada, ser recomendado por el presidente de la organización afiliada. |
| Kyoshi | Aquellos que dominan profundamente los principios de la espada y tienen un excelente conocimiento                                                     | Poseedores del 7º dan de Renshi | Después de pasar 2 años desde la obtención del 7º dan, pasar por la selección de la organización afiliada y ser recomendado por el presidente de la organización afiliada.                                                                                             |
| Hanshi | Aquellos que tienen un profundo conocimiento de los principios de la espada, madurez, un excelente conocimiento y una conducta moral y ética ejemplar | Poseedores del 8º dan de Kyoshi | Después de pasar más de 8 años desde la obtención del 8º dan, pasar por la selección de la organización afiliada y ser recomendado por el presidente de la organización afiliada, o ser reconocido como elegible por el presidente de la Federación Nacional de Kendo. |

### Federación Japonesa de Kendo
- Año 1950: Se establece la Federación Japonesa de Kendo Completo. Se adopta el sistema de danes.
- Año 1954: Se fusiona con la Federación Japonesa de Kendo.

### Federación Internacional de Kendo
- Los grados y títulos de la Federación Internacional de Kendo son equivalentes a los de la Federación Japonesa de Kendo.
- La Asociación Japonesa de Kendo no establece límites de edad para otorgar grados y títulos. Incluso los jóvenes de 10 años pueden recibir el grado de décimo dan si demuestran habilidad.[11]

## Otros casos
- Algunos dojos individuales pueden tener sus propios sistemas de grados. Un ejemplo es el caso de Yoshihiro Nyūi, quien recibió el grado de décimo dan en kendo en 1949 de Sazaburō Takano (Shūdō Gakuin).[12]
- Se informó que Kensaku Morita, quien fue gobernador de la prefectura de Chiba, no había recibido la certificación de grado de la Federación Japonesa de Kendo. En respuesta a esto, en una conferencia de prensa el 21 de mayo de 2009, declaró: "Se me permitió ser 'segundo dan' por un experto".[13][14]